# Конти, Рауль
Рау́ль Альфредо Конти (исп. Raúl Alfredo Conti; 5 февраля 1928, Пергамино — 5 августа 2008, Пергамино) — аргентинский футболист, атакующий полузащитник и нападающий.

## Карьера
Рауль Конти родился в семье автомеханика Рафаэля Конти и его супруги Маруки. Помимо Рауля в семье было ещё четверо детей — Армандо Доминго, Эктор Родольфо, Рафаэль Оскар и Николас Рамон. С 11-ти лет он начал играть за молодёжный состав местного клуба «Компания Хенераль». 2 сентября 1945 года он дебютировал за основу команды, а год спустя забил свой первый мяч за клуб, поразив ворота команды «Каррикаберри». Там его заметил Гильермо Стабиле, главный тренер сборной Аргентины, который порекомендовал молодого футболиста «Расингу». Там он провёл три года, после чего перешёл в «Ривер Плейт», где выступал лишь два месяца и сыграл два матча. Главный тренер молодёжного состава клуба Ренато Чезарини, выступавший долгое время в Италии, порекомендовал Рауля, после чего тот уехал на просмотр в эту страну. На этом же настаивал агент «Ривера» Писсутти и президент клуба Антонио Веспусио Либерти. Первоначально Конти сомневался, тем более против была мать футболиста, но после предложенных ему 30 тыс. песо согласился, при этом позже он узнал, что ему полагалось 250 тыс. песо, но оформлявшие сделку люди обманули игрока. С ним был подписан контракт, но в клубе Конти не провёл ни одного матча за основной состав.
В 1951 году Конти был арендован французским клубом «Монако», выступавшем в Дизионе 2. В сезоне 1952/1953 клуб смог выйти в Дизионе 1. А в сезоне 1955/1956 «Монако» выиграл бронзовые медали, а Конти стал лучшим бомбардиром команды с 16 голами. Всего за клуб он забил 44 гола в 101 матче. После этого успеха, он был куплен итальянским «Ювентусом» за 16 млн франков. Из-за ошибки в документах, в которых его имя было написано «Контти» (Contti), Рауль был вынужден пропустить начало первенства и дебютировать только 7 октября в матче с «Сампдорией», где сразу же получил травму руки и выбил на месяц. Он вышел на поле только спустя 20 дней в матче со своей бывшей командой «Торино» и забил гол, принеся «Юве» ничью. После этого форвард стал игроком основного состава «Старой Синьоры» и даже был вызван в стан сборной Аргентины, в которой он просидел в запасе в товарищеской игре с Австрией. Всего за «Ювентус» Рауль провёл 30 матчей и забил 7 голов.
В 1957 году Конти был продан «Аталанте» за 22 млн лир. За клуб футболист провёл один сезон, забив 6 голов в 30 матчах. По окончании сезона на него вышли представители «Боки Хуниорс», но они не смогли предложить те же деньги, что Рауль получил в Италии. После этого он перешёл в стан «Бари». В этом клубе Рауль выступал 4 сезона. В первом же сезоне он стал лучшим бомбардиром команды с 7 голами. И он же не спас клуб от вылета в серию В в сезоне 1960/1961. В том же сезон он стал фигурантом уголовного дела: игрок «Милана» Сандро Сальвадоре нанёс Конти тяжёлую травму мениска. Адвокат «Бари» Аурелио Джиронде подал заявление в суд, заявив, что защитник нанёс травму нарочно. Судья Джачинто де Марко указал, что умысла нанести травму не было, но вынес предписание оплатить в пользу Конти 50 тыс. лир и судебные издержки. Дело было обжаловано, ино из-за неторопливости итальянского правосудия, оно рассматривалось уже тогда, когда аргентинец покинул Италию; в результате ни истец, ни ответчик не явились на разбирательство, которое по этой причине закрыли. После этого он провёл ещё один сезон в клубе и покинул Италию. Уже позже профессор Джанни Антолуччи, являвшийся главой клубного журнала, сказал про аргентинца: «Он был самым блестящим плеймейкером, который когда-либо играл за „бьянконери“». В 1962 году «Бари» предложил аргентинцу остаться в клуб, одновременно играя и тренируя молодёжный состав, но тот, после неудачного сезона, решил не продлевать контракт. Тем более на него вышел его друг, предложивший тренировать и играть в Канаде. Позже он тренировал клубы «Компания Хенераль» и «Дефенсорес де Сальто».